# Stanley Love
Stanley Glen Love (San Diego, 8 de junho de 1965) é um astronauta, astrônomo e cientista norte-americano.
Love fez mestrado e doutorado em Astronomia pela Universidade de Washington e passou a integrar os quadros técnicos da NASA em 1998, servindo como CAPCOM (chefe da comunicações com os voos espaciais, baseado no controle de voo, em Houston) das expedições 1 a 7 na Estação Espacial Internacional e das missões STS-104, STS-108, e STS-112 dos ônibus espaciais.
Em 2008 foi escalado para participar como tripulante e especialista de missão da STS-122 da nave Atlantis, que instalou na ISS o módulo-laboratório Columbus da Agência Espacial Europeia e na qual ele realizou duas caminhadas no espaço para ajudar a instalar o módulo na estação, cada uma delas com sete horas de duração.

## Vida pessoal
Love é casado e tem dois filhos. Ele tem uma ampla variedade de hobbies que incluem artes marciais, caminhadas, ficção científica, música e anime. Seus pais residem atualmente em Oregon.